# Liste der Bodendenkmäler in Riedbach
Auf dieser Seite sind die Bodendenkmäler in der unterfränkischen Gemeinde Riedbach zusammengestellt. Diese Tabelle ist eine Teilliste der Liste der Bodendenkmäler in Bayern. Grundlage ist die Bayerische Denkmalliste, die auf Basis des Bayerischen Denkmalschutzgesetzes vom 1. Oktober 1973 erstmals erstellt wurde und seither durch das Bayerische Landesamt für Denkmalpflege geführt wird. Die folgenden Angaben ersetzen nicht die rechtsverbindliche Auskunft der Denkmalschutzbehörde.

## Bodendenkmäler der Gemeinde Riedbach

### Bodendenkmäler in der Gemarkung Humprechtshausen
| Lage                        | Objekt                                                                 | Akten-Nr.     | Bild |
| --------------------------- | ---------------------------------------------------------------------- | ------------- | ---- |
| Humprechtshausen (Standort) | Vermutlich mittelalterliche Wüstung Siegfriedswinden.                  | D-6-5828-0049 |      |
| Humprechtshausen (Standort) | Untertägige Bauteile der frühneuzeitlichen Kirche in Humprechtshausen. | D-6-5828-0077 |      |
| Humprechtshausen (Standort) | Untertägige Bauteile der frühneuzeitlichen Heilig-Kreuz-Kirche.        | D-6-5828-0088 |      |
| Humprechtshausen (Standort) | Mittelalterliche Wüstung Klebs.                                        | D-6-5928-0040 |      |

### Bodendenkmäler in der Gemarkung Kleinmünster
| Lage                    | Objekt                                                                                          | Akten-Nr.     | Bild |
| ----------------------- | ----------------------------------------------------------------------------------------------- | ------------- | ---- |
| Kleinmünster (Standort) | Untertägige Bauteile der bestehenden St.-Salvator-Kirche sowie neuzeitliche Körperbestattungen. | D-6-5928-0047 |      |

### Bodendenkmäler in der Gemarkung Kleinsteinach
| Lage                     | Objekt | Akten-Nr.     | Bild |
| ------------------------ | --- | ------------- | ---- |
| Kleinsteinach (Standort) | Archäologische Befunde im Bereich des frühneuzeitlichen jüdischen Friedhofs bei Kleinsteinach. Siehe auch: Jüdischer Friedhof (Kleinsteinach) | D-6-5828-0079 |      |
| Kleinsteinach (Standort) | Archäologische Befunde im Bereich der ehemalige frühneuzeitlichen Synagoge von Kleinsteinach.                                                 | D-6-5828-0132 |      |

### Bodendenkmäler in der Gemarkung Mechenried
| Lage                  | Objekt | Akten-Nr.     | Bild |
| --------------------- | --- | ------------- | ---- |
| Mechenried (Standort) | Siedlung der Linearbandkeramik. | D-6-5928-0046 |      |
| Mechenried (Standort) | Untertägige Bauteile der frühneuzeitlichen St.-Nikolaus-Kirche, untertägige Teile der Kirchhofbefestigung sowie Fundamente abgegangener Partien der Befestigung. | D-6-5928-0049 |      |
| Mechenried (Standort) | Untertägige Bauteile der spätmittelalterlichen bis neuzeitlichen Friedhofskapelle.                                                                               | D-6-5928-0050 |      |